# Râul Toplița, Barcău
Râul Toplița este un curs de apă, afluent al râului Barcău. 

## Hărți
- Județul Sălaj - Harta interactiva  Arhivat în 4 septembrie 2009, la Wayback Machine.